# Privilegium de non appellando
Privilegium de non appellando (đặc quyền không kháng cáo) là một thuật ngữ pháp lý bằng tiếng La Tinh được áp dụng trong Đế chế La Mã Thần Thánh, nó là một đặc quyền có thể được Hoàng đế La Mã Thần thánh ban cho một điền trang hoàng gia. Nó hạn chế quyền của các chủ thể thuộc điền trang được kháng cáo các vụ việc từ các tòa án lãnh thổ lên một trong các tòa án tối cao của đế quốc, Tòa án Hoàng gia (Reichskammergericht) hoặc Hội đồng Aulic (Reichshofrat). Bản thân đặc quyền có thể bị giới hạn (limitatum) hoặc không giới hạn (illimitatum). Khi không có giới hạn, nó thực sự biến tòa án lãnh thổ cao nhất thành tòa án cuối cùng.
Đặc quyền này được các điền trang hoàng gia đánh giá cao, vì nó vừa mang lại uy tín vừa thúc đẩy sự thống nhất trong chính quyền của họ bằng cách tách rời cơ quan tư pháp của họ với phần còn lại của Đế quốc. Giữa thế kỷ XVI và XVIII, hầu như tất cả các điền trang lớn hơn đều nhận được đặc quyền. Hầu như tất cả các vùng đất Habsburg cũng có đặc quyền.
Ngay cả đặc quyền không giới hạn trên thực tế cũng không phải là tuyệt đối. Nó không áp dụng khi một chủ thể không được quyền truy đòi các tòa án lãnh thổ (từ chối công lý, Rechtsverweigerung) hoặc khi một nhà cai trị từ chối thi hành quyết định của tòa án (trì hoãn công lý, Rechtsverzögerung). Trong những trường hợp như vậy, đối tượng có thể ra tòa án hoàng gia.